# Mikko Rantanen
Mikko Rantanen (ur. 29 października 1996 w Nousiainen) – fiński hokeista, reprezentant Finlandii.

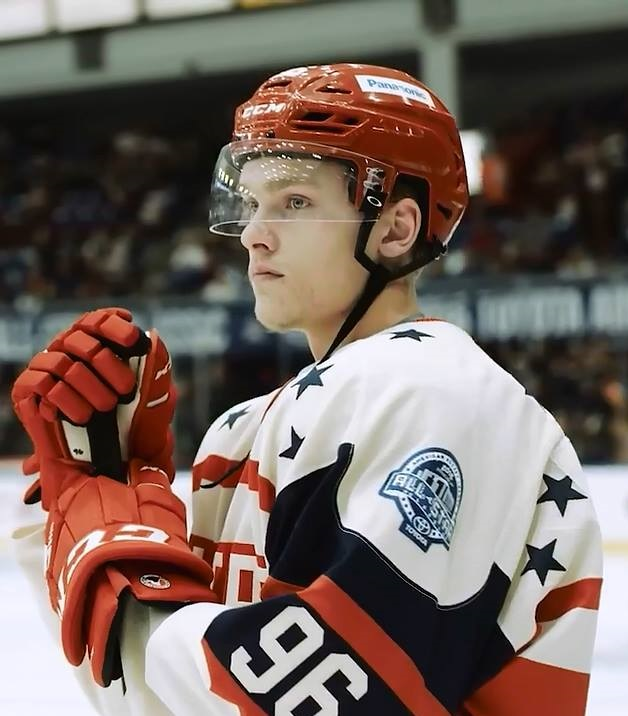
Mikko Rantanen podczas Meczu Gwiazd AHL 2016

## Kariera
- TPS U16 (2010-2012)
- TPS U18 (2011-2013)
- TPS U20 (2012-2015)
- TPS (2012-2015)
- San Antonio Rampage (2015-2016)
- Colorado Avalanche (2015-)

Wychowanek klubu TPS Turku. Przeszedł kolejne szczeble w juniorskich zespołach klubu. Od sezonu SM-liiga (2012/2013) do Liiga (2014/2015) grał w drużynie seniorskiej w rozgrywkach Liiga. W KHL Junior Draft z 2013 do rosyjskich rozgrywek KHL został wybrany przez klub Nieftiechimik Niżniekamsk. W październiku 2014 przedłużył kontrakt z klubem o dwa lata. W drafcie NHL z 2015 został wybrany przez Colorado Avalanche z numerem 10, po czym w lipcu 2015 podpisał kontrakt wstępujący z tym klubem na występy w NHL. W czerwcu 2018 jego prawa zawodnicze w ramach KHL nabył klub Łokomotiw Jarosław od Nieftiechimika Niżniekamsk.
Został reprezentantem Finlandii. Uczestniczył w turniejach mistrzostw świata do lat 17 edycji 2013, mistrzostw świata do lat 18 edycji 2014, mistrzostw świata do lat 20 edycji 2015, 2016 (w 2016 był kapitanem kadry). W kadrze seniorskiej kraju uczestniczył na turniejach mistrzostw świata edycji 2016, 2017, 2018.
W trakcie kariery określany pseudonimami Rane, Hot Wheels.

## Sukcesy
Reprezentacyjne
- Złoty medal mistrzostw świata juniorów do lat 20: 2016
- Srebrny medal mistrzostw świata: 2016

Klubowe
- Brązowy medal Jr. B SM-sarja: 2012 z TPS U18
- Złoty medal Jr. A SM-sarja: 2015 z TPS U20
- Puchar Stanleya: 2022 z Colorado Avalanche

Indywidualne
- Jr. A SM-sarja 2014/2015:
  - Nagroda Ville Peltonena - najlepszy zawodnik w fazie play-off
- AHL (2015/2016):
  - Mecz Gwiazd AHL
  - Skład gwiazd pierwszoroczniaków
  - Drugi skład gwiazd
  - Dudley „Red” Garrett Memorial Award - najlepszy pierwszoroczniak
- Mistrzostwa świata do lat 18 w hokeju na lodzie mężczyzn 2014/Elita:
  - Jeden z trzech najlepszych zawodników reprezentacji na turnieju[6]
- Mistrzostwa Świata Juniorów w Hokeju na Lodzie 2015:
  - Jeden z trzech najlepszych zawodników reprezentacji na turnieju[7]
- Mistrzostwa Świata w Hokeju na Lodzie 2017/Elita:
  - Jedenaste miejsce w klasyfikacji kanadyjskiej turnieju: 10 punktów[8]